# Héphaisztosz
Héphaisztosz (görögül Ἥφαιστος) a kovácsmesterség, a tűz istene a görög mitológiában. Védelmezője minden mesterembernek, főként a fémműveseknek. A vulkánok istenét is tisztelték benne. Az ókori egyiptomi vallás egyik legfőbb istenségével, Ptahhal azonosították, a római mitológiában neve Vulcanus.
Héphaisztosz egyedül Héra gyermeke, apja nem volt. Ugyanis Zeusz megcsalva ismét feleségét Hérát, Métisz gyermeket várt tőle. Egy jóslat miatt, miszerint Métisztől születendő leánya értelemben és okosságban túltesz majd rajta, elnyelte a terhes anyát. Kilenc hónap múlva a fejéből pattant ki Athéné, teljes fegyverzetben. Bosszúból Zeusz hűtlenségéért, Héra úgy döntött, hogy ő is tud saját maga, apai segítség nélkül világra hozni egy gyermeket. Így született meg Héphaisztosz.
Azonban Héra várakozásaival ellentétben a kovácsisten rémesen csúnya és elesett volt. Héra dühében lehajította a gyermeket az Olümposzról, aki kerek egy napig csak zuhant és Limnosz szigete mellett a tengerbe esett. Nimfák mentették meg az életét. Miután felépült és a szigeten megtanulta a kovácsmesterséget, újra felment az Olümposzra, ahol azonban csúnyán összeveszett anyjával. Zeusz nem tűrhette az arcátlanságot, és lehajította Héphaisztoszt a szent hegyről. Ezúttal kilenc nap és kilenc éjjel zuhant az istenség, és ezúttal Limnosz szigetére esett. Héphaisztosz attól kezdve sánta volt. Első palotáját Limnoszon építette meg, aminek csodájára jártak az olümposziak is.
Kovácsműhelyét az Etna vulkán gyomrában rendezte be. Bosszút forralt Héra ellen, és kovácsolt neki egy gyönyörű trónt, ami azonban fogva ejtette azt, aki beleült. Az istenek királynője megörült a becses ajándéknak, és amint ráült a trónra, kezei és lábai erős és eltéphetetlen bilincsek szorításába kerültek. Az istenek hiába próbálták kiszabadítani, még nekik sem sikerült. Zeusz visszahívta Héphaisztoszt az Olümposzra, ahova való volt, hogy szabadítsa ki Hérát. Azonban Héphaisztosz nem engedelmeskedett. Így történt aztán, hogy a bor és mámor istene, Dionüszosz megkörnyékezte a szakállas és sánta istent palotájában, és annyi bort itatott vele, hogy az teljesen elkábult. Ezt kihasználva egy öszvér hátán átvetve a boristen felvitte Héphaisztoszt az Olümposzra. A kovácsisten még ott sem állt azonnal kötélnek, és segítségéért cserébe Aphroditét kérte feleségül. Miután megkapta, kiszabadította anyját. Zeuszt ekkor éktelen fejfájás kezdte gyötörni. Héphaisztosz kalapácsával fejbe verte a főistent, és az ütés hatására Zeusz fejéből talpig felfegyverezve kipattant Pallasz Athéné, akibe azonnal beleszeretett a kovácsisten. Így megpróbálta elcsábítani a mesterségek nagy tudóját. De Athéné túlságosan rondának találta Héphaisztoszt, és eltűnt a kovácsisten ágyáról.
Ezek után feleségül vette Aphroditét, akinek hűtlenségétől rendkívül tartott, így készített egy láncból szőtt hálót, amit senki sem tud elszakítani, és ha hűtlenségen kapná feleségét, elkapja a becstelen udvarlót. Egyszer aztán Arésszel, a hadistennel találta meztelenül összebújva hitvesét, és rájuk vetette a hálót. Majd a rabul ejtett párt az istenek elé vitte, és igazságot követelt. Azonban az istenek csak kacagtak a történteken. Héphaisztosz ezek után nem foglalkozott a szerelemmel, és műhelyében a küklópszok segítségével készítette el remekeit az isteneknek vagy nagy hősöknek. Az ő műhelyében készültek Zeusz villámai, Athéné rettegett Aigisz pajzsa, Héliosz aranyló szekere, amelyen az égboltot átszelte, és az aranycsésze, amelyen éjjel keletre hajózott. Héphaisztosz készítette Erósz nyilait is, Pandóra diadémját és Prométheusz eltéphetetlen bilincsei is az ő munkája. Akhilleusz áthatolhatatlan páncélzatát és fegyvereit is ő készítette. És persze az összes olümposzi fegyver az ő keze munkája volt. Ott volt, amikor az első nőt megalkották. Agyagból gyúrta meg az első halandó nőt, Pandórát, aki később az emberiségre szabadította a bajokat.
Attribútumai az üllő és a kalapács voltak. Ábrázolni is gyakran ábrázolták úgy, hogy kezében kalapácsot tartott és az üllője fölé görnyedt. Szakálla volt, és gyakran pálcát is tartott a kezében, hogy járását könnyítse. Athénban nagy tiszteletnek örvendett, és temploma, a Theseum még ma is áll az Akropolisz lábánál.
Héphaisztosz római megfelelője Vulcanus, etruszk megfelelője Sethlans.